# Possession of Power
Possession Of Power är den första albumet av det svenska power metal-bandet Morifade. Den innehåller elva låtar och gavs ut 1999.

## Låtlista
1. Possession Of Power
2. Dragonlord
3. Cast A Spell
4. Ending Of Time
5. The Signs
6. My Own Majesty
7. To Live Forever
8. The Vision And The Temple
9. World Of Steel
10. A Northern Rhyme
11. Ancient Prophecy

## Medverkande
- Sång: Stefan Petersson
- Gitarr: Jesper Johansson
- Bas: Henrik Weimedal
- Trummor: Kim Arnell